# Тазакенди (Гардабанский муниципалитет)
Тазакенди (груз. თაზაქენდი, азерб. Təzəkənd) — село в подчинении сельской административно-территориальной единицы Калинино, Гардабанского муниципалитета, края Квемо-Картли Грузии с 98 %-ным азербайджанским населением. Находится в юго-восточной части Грузии, на территории исторической области Борчалы.

## История
Село основано в 1919 году представителями тюркского племени текели.

### Топоним
Топоним села Тазакенди (азерб. Təzəkənd) в переводе с азербайджанского языка на русский означает «Новая деревня».

## География
Село расположено на Гараязинской равнине, около шоссейной дороги Тбилиси - Гардабани, в 6 км от районного центра Гардабани, на высоте 320 метров над уровнем моря.

## Население
По данным Государственного статистического комитета Грузии, согласно официальной переписи 2002 года, численность населения села Тазакенди составляет 1856 человек и на 98 % состоит из азербайджанцев.

## Экономика
Население в основном занимается овцеводством, скотоводством, овощеводством и зеленеводством. В селе функционирует предприятие по переработке марганца.

## Достопримечательности
- Средняя школа - построена в 2006 году.[7]

## Известные уроженцы
- Аладдин Махмудов - учёный;[7]
- Тапдыг Гасанов - учёный;[7]
- Керим Галбигюль - поэт;[7]